# Sora Kobori
Sora Kobori (小堀 空 Kobori Sora?), född 17 december 2002 i Tochigi prefektur, är en japansk fotbollsspelare.
Kobori började sin karriär 2020 i Tochigi SC.